# Tufão Lekima (2019)

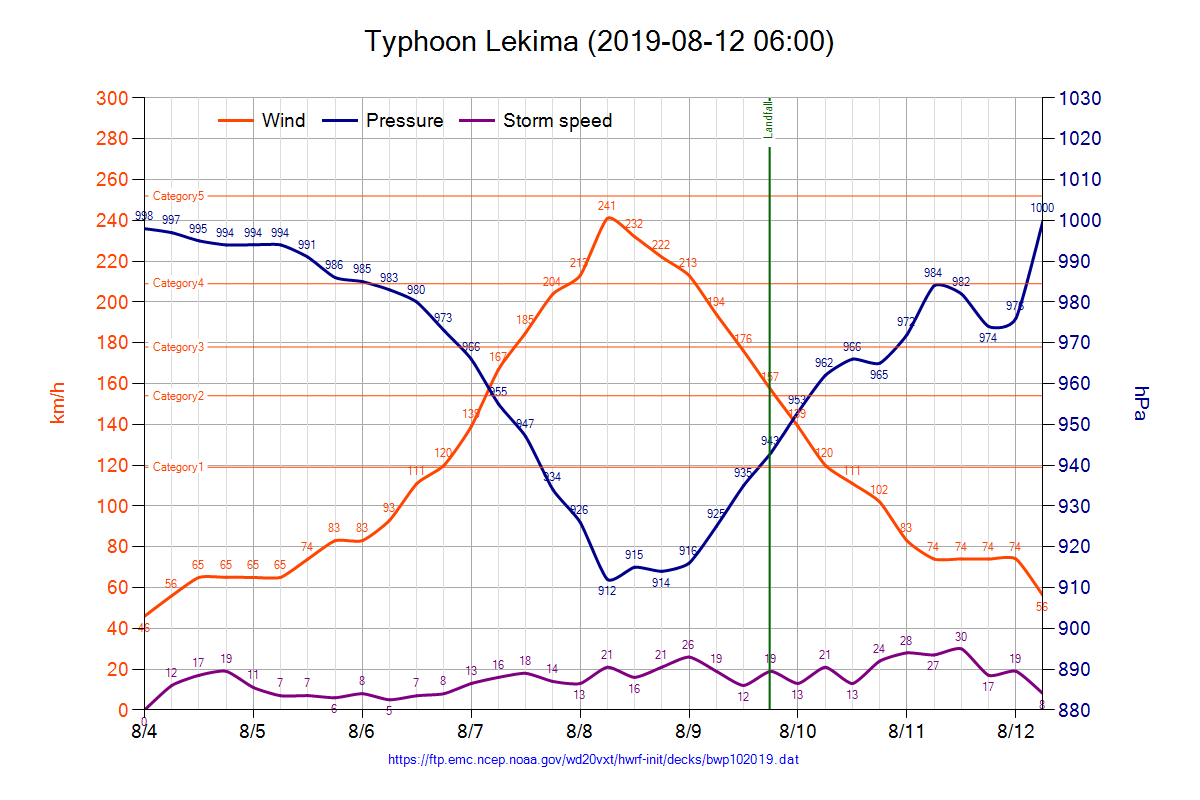
Gráfico sazonal do tufão Lekima (Hanna)

O tufão Lekima, conhecido nas Filipinas como tufão Hanna, foi um ciclone tropical muito severo de categoria 4 que causou danos generalizados, principalmente, nas Filipinas, nas ilhas Ryūkyū, em Taiwan e no leste da China. O sistema originou-se de uma depressão tropical que se formou a leste das Filipinas em 30 de julho. Ele se organizou gradualmente, tornou-se uma tempestade tropical e recebeu o nome Lekima em 4 de agosto. Lekima intensificou-se sob condições ambientais favoráveis e alcançou o tufão máximo equivalente à categoria 4. No entanto, um ciclo de substituição da parede do olho causou o enfraquecimento do tufão antes que este atingisse a costa em Zhejiang no final de 9 de agosto, como um tufão equivalente à categoria 2. Lekima enfraqueceu subsequentemente enquanto se deslocava pelo leste da China e fez sua segunda passagem em Shandong em 11 de agosto.
O precursor do Lekima reforçou a monção do sudoeste das Filipinas, trazendo fortes chuvas para o país. As chuvas afundaram três barcos e, consequentemente, 31 pessoas morreram neste acidente. Lekima causou danos catastróficos na China, onde matou 48 pessoas e deixou mais de US$ 3.4 bilhões de danos. O sistema também causou danos menores nas ilhas Ryūkyū e em Taiwan.